# Ion Caras
Ion Caras (n. 11 septembrie 1950, Bălți) este un fost jucător, iar actualmente antrenor de fotbal din Republica Moldova. El a fost primul selecționer al naționalei de fotbal a Moldovei, fiind în funcție între 1991 și 1997, iar apoi încă o dată între 2012 și septembrie 2014.
Deține Licență PRO UEFA de antrenor.

## Palmares
- Antrenorul anului în Republica Moldova:[4] 2013